# یعقوب ایوبف
یعقوب ایوبف (به ترکی آذربایجانی: Yaqub Eyyubov) سردمدار اهل جمهوری آذربایجان است. وی معاونت اول نخست‌وزیر آذربایجان را بر عهده دارد.

## زندگی‌نامه
یعقوب ایوبف در سال ۱۹۴۵، در شهر باکو آذربایجان شوروی به دنیا آمد. وی از دانشگاه فنی آذربایجان دانش‌آموخته شده‌است. قبل از آنکه بین سال‌ها ۱۹۶۴ تا ۱۹۶۷ سربازی نماید، در سال‌های ۱۹۶۳ تا ۱۹۶۴ برای مدتی کوتان در کارخانه ستارخان اشتغال یافت. در سال ۱۹۶۸، پس از برگشت به یاکو، به تحصیل خود در دانشگاه فنی آذربایجان ادامه داده و در سال ۱۹۷۲، با درجه علمی در رشته مهندسی عمران فارغ‌التحصیل گردید. در دوران دانشجویی بین سال‌های ۱۹۷۰ تا ۱۹۷۲ در «کمیته ساخت و سازی کمسومل» فعالیت داشت. از سال ۱۹۷۵ تا ۱۹۹۷، به ترتیب به عنوان استاد ارشد و معاون رئیس دانشگاه معماری و ساختمان‌سازی آذربایجان مشغول به کار شد.
علاوه بر این‌ها، چند موقعیت شغلی بالا را نیز در سال‌های مختلف به عهده گرفته‌است.
بین سال‌ها ۱۹۹۹ الی ۲۰۰۳ به عنوان معاون نخست‌وزیر آذربایجان فعالیت داشت. در سال ۲۰۰۳، به سکانداری معاونت اول نخست‌وزیری این کشور رسید.

## نشان‌ها

### آذربایجان
- «نشان مایع افتخار» (۲۳ اکتبر سال ۲۰۱۵)

### کشورهای خارجی
- «نشان مایع افتخار» کشور بلاروس
- «نشان دوستی» روسیه (۲۰۱۶)[۳]